# Агости, Орландо Рамон
Орла́ндо Рамо́н Аго́сти (исп. Orlando Ramón Agosti; 22 августа 1924, Сан-Андрес-де-Хилес, провинция Буэнос-Айрес — 7 октября 1997, Буэнос-Айрес) — аргентинский военный и государственный деятель, профессиональный военный. Входил в состав правящей военной хунты в 1976—1981 годах.

## Биография
Родился в семье итальянских эмигрантов. Поступил в военное авиационное училище в 1944 году и окончил его в 1947 году с отличием. В 1951 году принял участие в неудачной попытке переворота бригадного генерала Бенхамина Менендеса против правления Хуана Доминго Перона. Был выслан в Монтевидео, потом работал в дипломатических представительствах в США и Межамериканском Совете по обороне в рамках Организации американских государств.
18 декабря 1975 года после подавления попытки военного переворота произведён в бригадные генералы и назначен командующим ВВС Аргентины.
В результате переворота 24 марта 1976 года, когда была свергнута президент Исабель Перон, вдова Х. Перона, вошёл в состав военной хунты вместе с Хорхе Рафаэлем Виделой и адмиралом Эмилио Эдуардо Массерой.
Был вовлечён в действия правительства, особенно в незаконных репрессиях, заметно менее других членов хунты.
26 января 1979 года был отправлен в отставку.
В 1985 году он был обвинен в 88 убийствах, 581 незаконном аресте, 278 случаев пыток (семь из которых привели к смерти), 110 кражах при отягчающих обстоятельствах и 11 похищениях несовершеннолетних. В декабре того же года был признан виновным в 8 случаях пыток и грабежей и приговорён к 4,5 годам лишения свободы. После апелляции Верховный суд сократил срок заключения до трёх лет и девяти месяцев. Был освобождён из тюрьмы 9 мая 1989 года. В 1990 году помилован президентом Карлосом Менемом.
Был женат на Эльбе Эстер Бокардо, имел двух сыновей.
Умер от рака в 1997 году в авиационном госпитале в Буэнос-Айресе.